# Andrew Wilson (rugby à XV)
Pour les articles homonymes, voir Andrew Wilson et Wilson.
Pas d'image ? Cliquez ici

a Compétitions nationales et continentales officielles uniquement.

b Matchs officiels uniquement.
Dernière mise à jour le 16 septembre 2022.
Andrew William Wilson dit Andy Wilson, né le 9 décembre 1980 à Fort Brown, est un joueur de rugby à XV qui joue avec l'équipe d'Écosse et en club avec Glasgow Warriors comme troisième ligne aile.

## Biographie
Andy Wilson connaît sa première et unique cape internationale le 5 juin 2005 à l’occasion d’un match contre l'équipe de Roumanie. Il joue en club avec les Glasgow Warriors jusqu'en 2007 en Challenge européen et dans la Ligue Celte.

## Statistiques en équipe nationale
- 1 sélection
- Sélections par années : 1 en 2005
- Tournoi des Six Nations disputé : aucun.
- Participation à la Coupe du monde : aucune.